# Nagato (cuirassé)
Pour les articles homonymes, voir Nagato.
Le Nagato (長門, du nom de la province de Nagato) était un cuirassé de la Marine impériale japonaise, et le bâtiment emblématique de la marine impériale nippone précédemment au Yamato. C'est la première unité de sa classe, la seconde étant le "陸奥" Mutsu. Il fut aussi le premier cuirassé au monde à porter des canons de 410 mm et fut le navire amiral de l'amiral Isoroku Yamamoto lors de l'attaque sur Pearl Harbor. Du fait de la stratégie japonaise qui consistait à conserver en réserve les unités majeures en vue de la bataille décisive, il ne combattit qu'une seule fois pendant la guerre, lors de la bataille du golfe de Leyte.

## Description

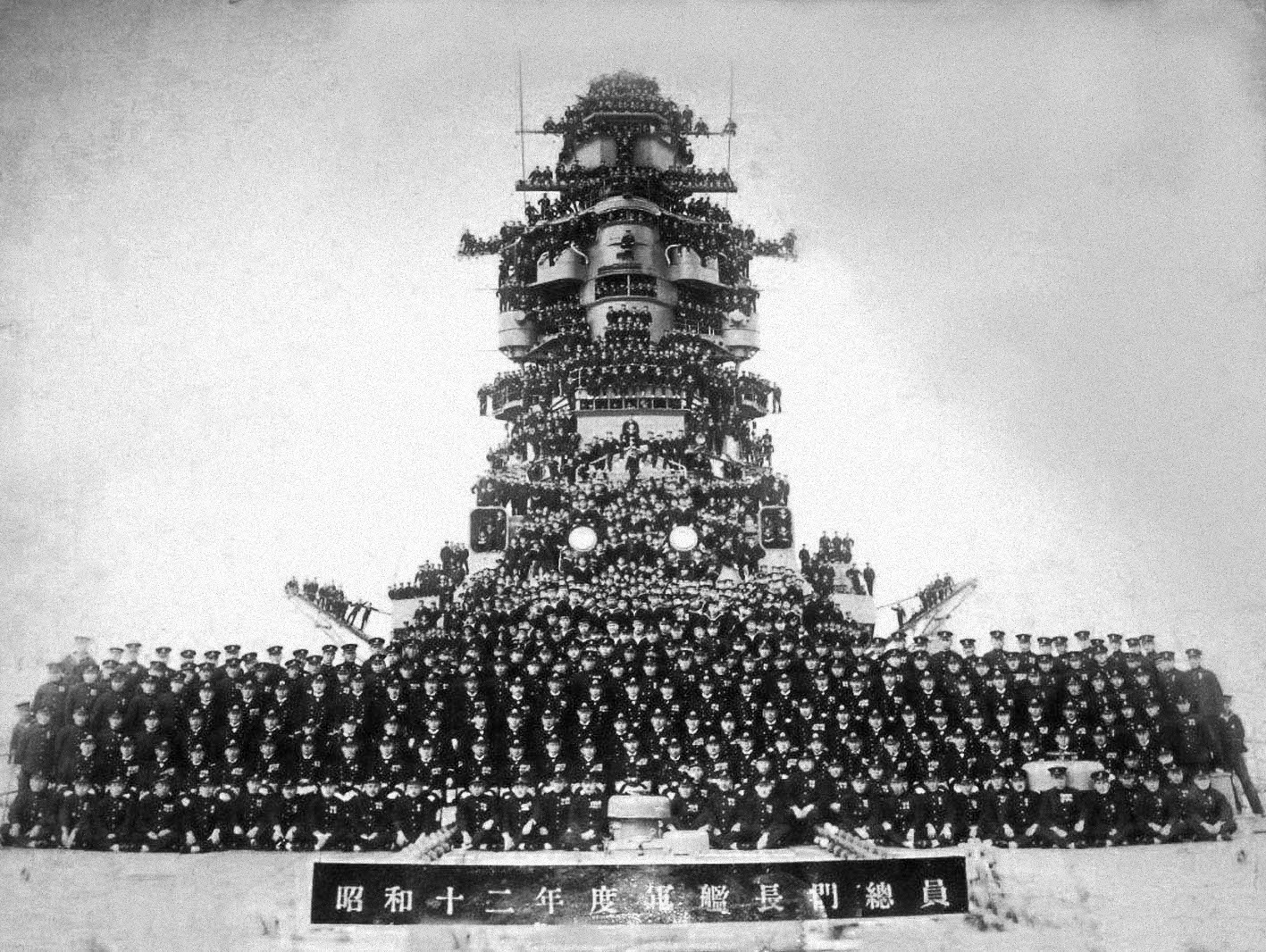
Le Nagato et son équipage en 1937 sur le mat pagode récemment installé.

La quille du Nagato fut posée à l'Arsenal naval de Kure le 28 août 1917 ; le navire fut lancé le 9 novembre 1919 et armé le 15 novembre 1920. Il subit une refonte importante en 1936 au cours de laquelle on remplaça ses chaudières à vapeur et on renforça son blindage et ses canons anti-aériens.

## Propulsion

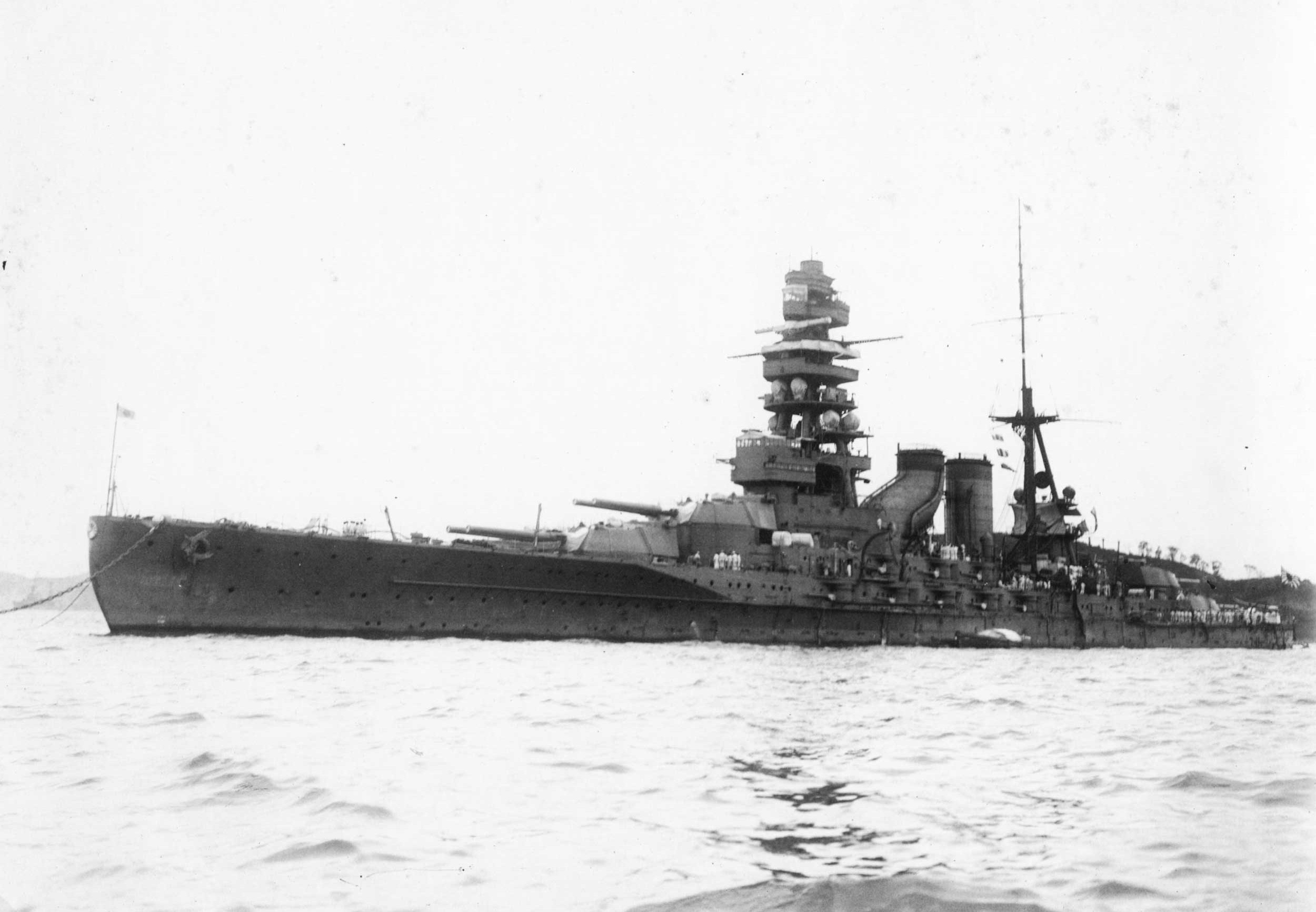
Le Nagato à l'ancre à Yokosuka, en octobre 1927

## Armement
8 canons de 410 mm
20 (plus tard 18) canons de 140 mm
8 canons antiaériens de 127 mm

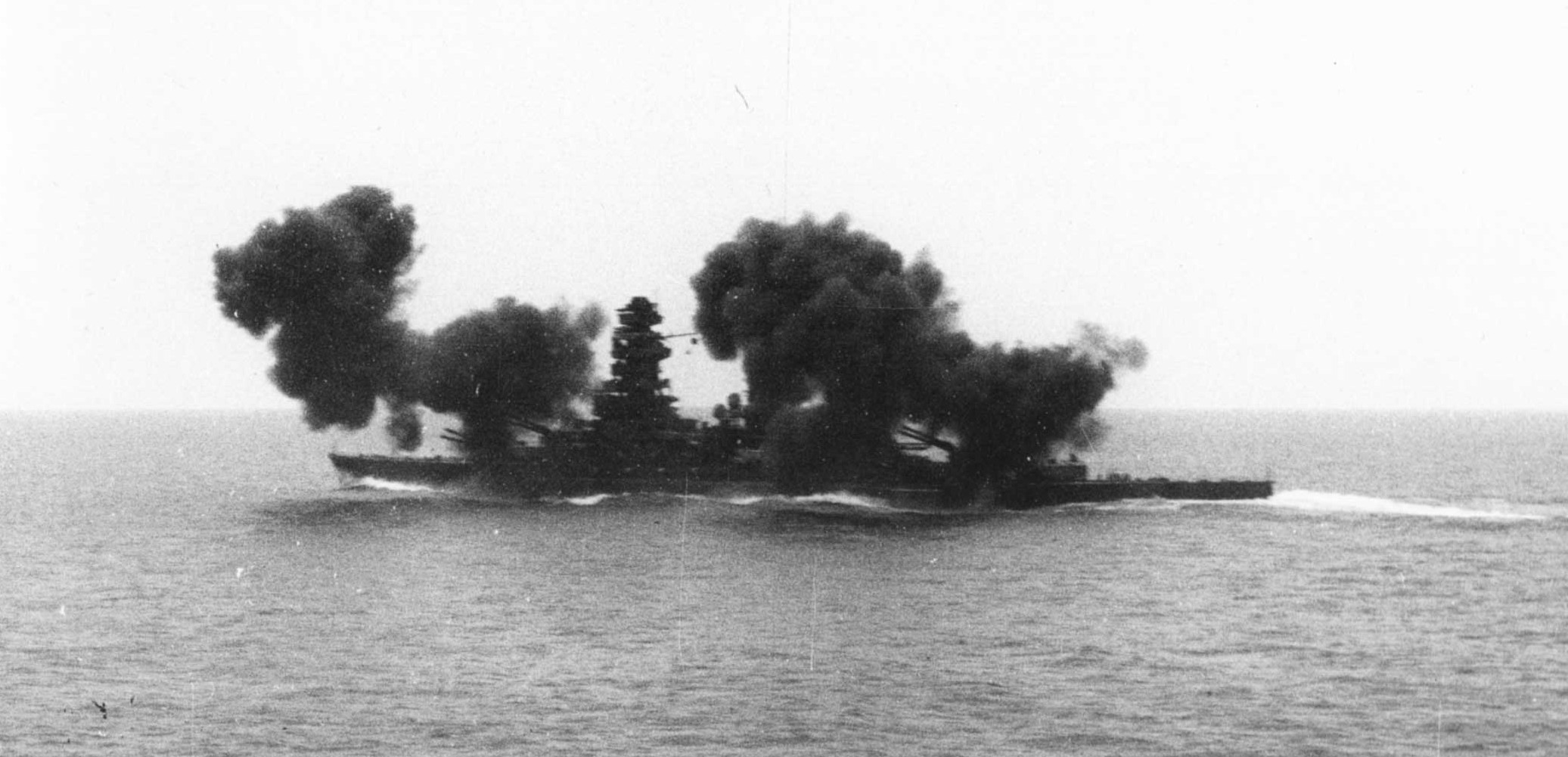
Le Nagato faisant feu avec son artillerie principale en 1936

Plus de 98 canons anti-aériens de 25 mm

## La Seconde Guerre mondiale
Lors de la déclaration de guerre, le Nagato formait avec son sistership, le Mutsu, la 1re division. Le Nagato fut le navire amiral d'Isoroku Yamamoto. Le 2 décembre, le Nagato envoya le signal Niitakayama nobore 1208 (« Ascension du Mont Niitaka le 12/08 (heure japonaise) ») qui ordonnait aux forces de frappe aéronavales d'attaquer Pearl Harbor.
Le 12 février 1942, l'amiral Yamamoto transféra son pavillon sur le nouveau cuirassé : le Yamato.
Le Nagato navigua avec le Yamato, le Mutsu, le Hōshō et le Sendai ainsi que neuf destroyers et quatre navires auxiliaires et formait le corps de bataille de la flotte de Yamamoto lors de la bataille de Midway, en juin 1942, mais il ne combattit pas. Il ramena les survivants du porte-avions Kaga au Japon.
En 1943, sous le commandement du capitaine de vaisseau Hayakawa Mikio, le Nagato était basé à Truk dans les îles Caroline. Après l'évacuation de Truk en février 1944, il fut basé à Lingga près de Singapour.
En juin 1944, il participa à l'opération A-Go, une attaque sur les forces alliées des îles Mariannes. Lors de la bataille de la mer des Philippines, il subit une attaque aérienne mais ne fut pas endommagé.

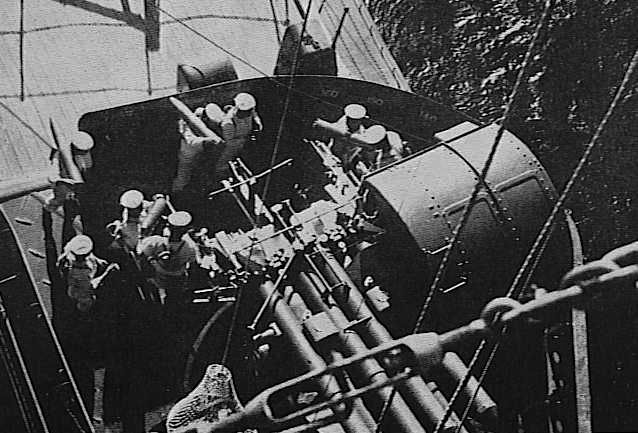
Un canon double de 127 mm monté à bord du Nagato

En octobre 1944, il prit part à l'opération Sho-1, une attaque des débarquements alliés de Leyte. Le 24 octobre 1944, lors de la bataille du golfe de Leyte, le Nagato fut attaqué par de nombreuses vagues de bombardiers américains. À 14 h 16, il était touché par deux bombes larguées depuis les avions de l’USS Franklin et de l’USS Cabot . La première neutralisa de nombreux canons et endommagea l'entrée d'air de la salle des machines no 1 ce qui empêcha une des turbines de fonctionner pendant 25 minutes jusqu'à ce que les dégâts soient réparés. La deuxième bombe toucha la cantine du navire et la salle radio avant, tuant 52 personnes et en blessant 106 autres. Le 25 octobre, la Force centrale traversa le détroit de San-Bernardino et se dirigea vers le golfe de Leyte. Pendant la bataille au large de Samar, le Nagato attaqua les
porte-avions et les destroyers de l'unité 3 du Groupe de soutien aérien (TU 77.4.3). À 6 h 1, il ouvrit le feu sur le USS St. Lo ; c'était la première fois que ses canons ouvraient le feu sur un navire ennemi, mais les obus manquèrent leur cible. À 6 h 54, le destroyer USS Heermann tira une volée de torpilles sur le Haruna. Les torpilles manquèrent le navire mais continuèrent en direction du Yamato et du Nagato qui suivaient des routes parallèles. Croyant les torpilles américaines aussi performantes que les leurs, les deux cuirassés nippons durent s'éloigner du combat vers le Nord sur plus de 10 milles (18,5 km) jusqu'à ce que, selon eux, les torpilles ennemies épuisent leur carburant. De retour sur le champ de bataille, le Nagato continua d'engager les transports américains et tira 45 obus de 410 mm et 92 obus de 140 mm.
À 9 h 10, l'amiral Takeo Kurita donna l'ordre à la flotte de rompre le combat et de mettre le cap au nord. À 10 h 20, il ordonna de retourner vers le Sud mais, subissant une importante attaque aérienne, il réordonna la retraite de la flotte à 12 h 36. À 12 h 43, le Nagato fut atteint à la proue par deux bombes occasionnant de légers dommages.
Alors qu'elle battait en retraite le 26 octobre, la flotte japonaise subit une attaque aérienne. Le Nagato fut la proie des bombardiers en piqué de l'USS Hornet et fut atteint par quatre bombes. Au cours de la journée, le navire tira 99 obus de 410 et 653 obus de 140 mm vers des cibles diverses, avec un succès non-documenté.
Le 25 novembre 1944, le Nagato arriva à Yokosuka pour des réparations. Le manque crucial de combustible et de matériaux signifiait qu'il ne pourrait pas reprendre utilement du service et, en février 1945, il fut réassigné à la défense côtière. En juin 1945, son armement secondaire et antiaérien fut même débarqué et transféré à terre. Le 18 juillet 1945, il fut attaqué à Yokosuka par des bombardiers torpilleurs des porte-avions USS Essex, USS Randolph, USS Shangri-La et USS Belleau Woods et atteint par trois bombes ; la première, touchant la passerelle, tua sur le coup son commandant, le contre-amiral (en retraite) Ōtsuka Miki.
Le 30 août 1945, à la suite de la reddition du Japon, la prise du Nagato, dernier cuirassé japonais encore en service, fut assurée par les marins américains de l'USS Horace A. Bass (APD-124) et de l'équipe de démolition sous-marine de l'USS Iowa.

## L'après-guerre

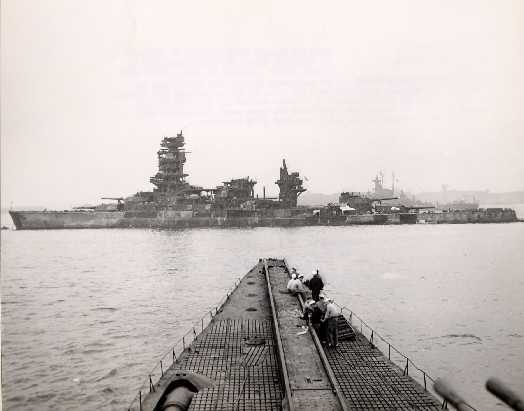
Le Nagato à Bikini, juin 1946

Choisi comme navire cible pour l'opération Crossroads, une série de tests nucléaires, le Nagato fut convoyé en mars 1946, jusqu'à l'atoll de Bikini. Placé sous le commandement du capitaine de vaisseau W. J. Whipple , un équipage de l’US Navy d'environ 180 hommes complétait son équipage japonais pour cette ultime traversée. Insuffisamment réparé des dommages subis lors de l'attaque du 18 juillet, le bâtiment ne bénéficiait plus d'une étanchéité satisfaisante.
Sa conserve, le croiseur léger Sakawa, étant en avarie, le Nagato tenta le 28 mars de le prendre en remorque ; mais en plus d'une de ses chaudières fonctionnant mal, il manqua par ailleurs de combustible dans le mauvais temps. Le cuirassé présentait une bande de sept degrés sur bâbord au moment où les remorqueurs d'Eniwetok le rallièrent, le 30 mars. Remorqué à une vitesse de 1 nœud, le bâtiment atteignit Eniwetok le 4 avril pour y recevoir des réparations sommaires.
Lors de sa traversée vers Bikini, en mai, le Nagato a pu atteindre 13 nœuds.

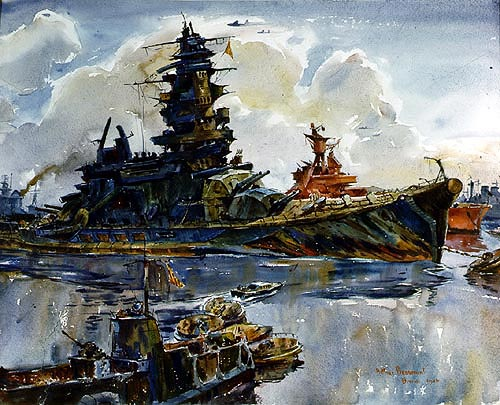
Le cuirassé Nagato après l'explosion Baker. Arthur Beaumont, aquarelle, 1946.

Durant le premier test (Able, une explosion atmosphérique), le 1er juillet 1946, le Nagato se trouvait à 1 500 mètres de l'épicentre (ground zero) et ne fut pas gravement endommagé. Lors du second test (Baker, une explosion sous-marine cette fois), le 25 juillet 1946, il fut sévèrement endommagé mais ne chavira pas, et ne coula que cinq jours plus tard, tant son système de compartimentage était élaboré. Son épave se trouve à 50 m de profondeur et est ouverte occasionnellement aux plongeurs depuis juin 1996.